# استنت دارویی

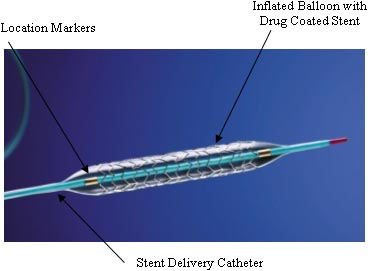
نمونه ای از استنت‌های دارویی. این سیستم استنت کرونری پاکلیتاکسل TAXUS Express۲ است که پاکلیتاکسل آزاد می‌کند. این سیستم از یک عنصر تحویل کاتتر، یک سیستم باد کردن، و خود استنت شستشو دهنده دارو تشکیل شده است. آنها به عنوان یک سیستم یکپارچه به بازار عرضه می‌شوند

استنت دارویی (DES) لوله ای ساخته‌شده از ماده مشبکی است که برای درمان عروق باریک در روش‌های پزشکی هم به صورت مکانیکی (با ایجاد یک داربست حمایتی در داخل شریان) و هم از نظر دارویی (با آزاد سازی آهسته یک ترکیب دارویی) استفاده می‌شود. یک استنت دارویی با استفاده از یک کاتتر (لوله نازک) زایمان که معمولاً از طریق یک شریان بزرگتر در کشاله ران یا مچ وارد می‌شود، در یک شریان باریک قرار داده می‌شود. مجموعه استنت دارای مکانیزم است که در جلوی استنت متصل شده است و معمولاً این مکانیزم از بالون پلیمری جمع شده تشکیل‌شده است. سازوکار بالون باد شده و برای گسترش استنت مشبک یک بار در موقعیت استفاده می‌شود. استنت منبسط می‌شود و در دیواره سرخرگ مسدود می‌شودو باعت باز شدن شریان می‌شود و در نتیجه جریان خون را بهبود می‌بخشد. طراحی مش امکان گسترش استنت و همچنین رشد سلول اندوتلیال عروق سالم جدید از اطراف آن را می‌دهد و آن را در جای خود محکم می‌کند.
DES با سایر انواع استنت‌ها متفاوت است زیرا دارای پوششی است که دارو را مستقیماً به دیواره رگ خونی می‌رساند. استنت به آرامی دارویی آزاد می‌کند تا از رشد بافت زخم و مواد پلاک انسدادی جدید که باعث تنگی عروق خونی اولیه شده است جلوگیری کند. این گرفتگی استنت را تنگی مجدد می‌نامند. یک DES به‌طور کامل با یک سیستم تحویل کاتتر یکپارچه شده است و به عنوان یک دستگاه پزشکی یکپارچه در نظر گرفته می‌شود.
DESها معمولاً در درمان عروق باریک در قلب(بیماری عروق کرونر) و همچنین در سایر نقاط بدن، به ویژه پاها (بیماری شریان محیطی) استفاده می‌شوند. در طول سه دهه گذشته، استنت‌گذاری عروق کرونر به یک ابزار درمانی کم تهاجمی اولیه در مدیریت CAD تبدیل شده است. استنت‌گذاری عروق کرونر به‌طور ذاتی با روش‌های مداخله عروق کرونر از راه پوست(PCI) مرتبط است. PCI یک روش کم تهاجمی است که از طریق کاتتر (بدون جراحی قفسه سینه باز) انجام می‌شود. این یک روش پزشکی است که برای قرار دادن DES در عروق کرونر باریک استفاده می‌شود. روش‌های PCI توسط یک متخصص قلب مداخله ای با استفاده از تکنیک‌های تصویربرداری فلوروسکوپی برای دیدن محل قرارگیری DES مورد نیاز انجام می‌شود. PCI از شریان‌های بزرگ‌تر در بازوها و پاها استفاده می‌کند تا یک دستگاه کاتتر/DES را از طریق سیستم شریانی عبود دهد و DES را در شریان یا شریان‌های کرونری باریک قرار دهد. بسته به میزان انسداد و تعداد عروق کرونر بیمار که تحت درمان هستند، اغلب از استنت‌های متعدد استفاده می‌شود.

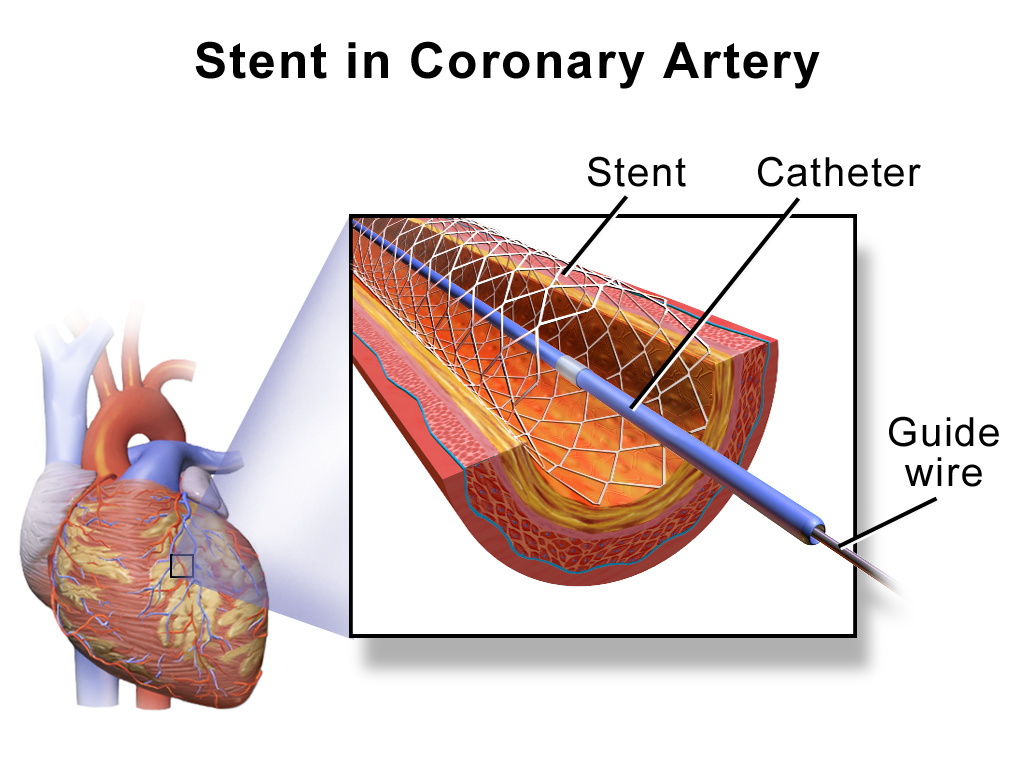
قرار دادن استنت در شریان با استفاده از روش کم تهاجمی داخل عروق کرونر از راه پوست (PCI)

## طراحی
استنت دارویی (DES) یک لوله توری کوچک است که در شریان‌ها قرار می‌گیرد تا آنها را در درمان بیماری عروقی باز نگه دارد. استنت به آرامی دارویی را آزاد می‌کند تا از تکثیر سلولی جلوگیری کند، بنابراین از باریک شدن شریانی که می‌تواند پس از کاشت استنت رخ دهد، جلوگیری می‌کند. در حالی که چنین استنت‌هایی را می‌توان در شریان‌های مختلف بدن استفاده کرد، معمولاً برای درمان بیماری عروق کرونر قلب در شریان‌های کرونر قرار داده می‌شوند.
DES یک دستگاه پزشکی با چندین ویژگی کلیدی است: این دستگاه به عنوان یک داربست ساختاری عمل می‌کند و از نظر فیزیکی یک شریان را برای اطمینان از جریان خون باز نگه می‌دارد. این دستگاه دارای ویژگی‌های خاص تحویل دارو است و داروی انتخاب شده برای اثربخشی آن بسیار مهم است - این دارو که به دلیل مناسب بودن آن در مهار تنگی مجدد و فارماکوکینتیک آن انتخاب شده است، یک جزء مهم دستگاه است. جدای از دارو، مواد مورد استفاده در ساخت دستگاه نیز ضروری است و به دلیل زیست سازگاری و دوام آنها در یک محیط زیستی مانند خون انسان با دقت انتخاب شده است. این مواد همچنین باید در برابر حرکت ثابت ضربان قلب مقاومت کنند و برای تصویربرداری از بیمار در آینده با استفاده از فناوری‌های MRI که از میدان‌های مغناطیسی بالا استفاده می‌کنند، مناسب باشند. محصولات DES دستگاه‌های پزشکی یکپارچه هستند و بخشی از یک سیستم تحویل از راه پوست (PCI) هستند. اجزای دیگر مانند طراحی کاتتر نیز نقش مهمی در عملکرد و اثربخشی کلی دستگاه دارند.
DES معمولاً از آلیاژهای فلزی، معمولاً فولاد ضدزنگ یا کبالت کروم تشکیل شده است، اما می‌تواند از مواد دیگری مانند پلاتین-کروم یا نیکل-تیتانیوم نیز ساخته شود. استنت اغلب با یک پلیمر پوشانده می‌شود تا رهاسازی داروها را کنترل کند. نقش پلیمرها در دارورسانی بسیار مهم است زیرا آنها سرعت انتشار دارو در بافت اطراف را تنظیم می‌کنند. همچنین استنت‌های بدون پلیمر وجود دارد که در آن دارو مستقیماً روی استنت پوشانده می‌شود یا در مخازن داخل استنت قرار می‌گیرد.
طراحی استنت شامل پایه‌هایی است که ساختارهای سیمی نازکی هستند که قاب استنت را تشکیل می‌دهند. ضخامت استارت می‌تواند بر عملکرد استنت تأثیر بگذارد، به طوری که پایه‌های نازک‌تر معمولاً با نرخ تنگی مجدد کمتر و کاهش خطر ترومبوز مرتبط هستند.
بیشتر DESها قابلیت انبساط با بالون دارند، به این معنی که روی یک کاتتر بالون نصب می‌شوند و زمانی که بالون باد می‌شود، منبسط می‌شوند. همچنین استنت‌های خود انبساط‌شونده نیز وجود دارند که در صورت استقرار به‌طور خودکار منبسط می‌شوند. اولین استنت، که در سال ۱۹۸۶ معرفی شد، از این نوع بود؛ مش لوله استنت در ابتدا روی کاتتر جمع می‌شود - در این حالت جمع‌شده، به اندازه‌ای کوچک است که بتوان از آن عبور کرد. شریان‌های نسبتاً باریک و سپس در محل مقصد گسترش یافته و محکم به دیواره شریان بیمار فشار می‌آورد.
ترکیبات دارویی که DES منتشر می‌کند، عوامل ضد تکثیر مانند سیرولیموس، اورولیموس، زوتارولیموس، پاکلیتاکسل و بیولیموس هستند. این داروها به جلوگیری از باریک شدن شریانی که می‌تواند پس از کاشت استنت رخ دهد، کمک می‌کند. این داروها برای مقاصد دیگر نیز استفاده می‌شوند، که شامل تعدیل سیستم ایمنی یا درمان سرطان می‌شود. آنها با مهار رشد سلولی کار می‌کنند. در DES به مقدار بسیار کم و برای مدت کوتاه و فقط در ناحیه ای که استنت قرار می‌گیرد استفاده می‌شود.
بین استنت‌های کرونری و استنت‌های محیطی تمایز وجود دارد. در حالی که هر دو برای جلوگیری از تنگ شدن شریان‌ها استفاده می‌شوند، استنت‌های کرونر به‌طور خاص برای عروق کرونر هستند، در حالی که استنت‌های محیطی برای هر شریان دیگر در بدن هستند. استنت‌های محیطی عمدتاً از نوع فلزی برهنه هستند. برخی از DES محیطی، از نوع خود انبساط شونده، در شریان‌های پا استفاده می‌شوند.
DES قابل جذب زیستی از موادی ساخته شده است که می‌تواند در طول زمان توسط بدن جذب شود و به‌طور بالقوه عوارض طولانی مدت مرتبط با استنت‌های دائمی را کاهش دهد.